# Ліліан Гіш
Лі́ліан Гіш (англ. Lillian Diana Gish; нар. 14 жовтня 1893, Спрингфілд, Огайо — пом. 27 лютого 1993, Нью-Йорк) — американська акторка кіно та театру, зірка Голлівуду, одна з найяскравіших кінодів XX століття.

## Біографія

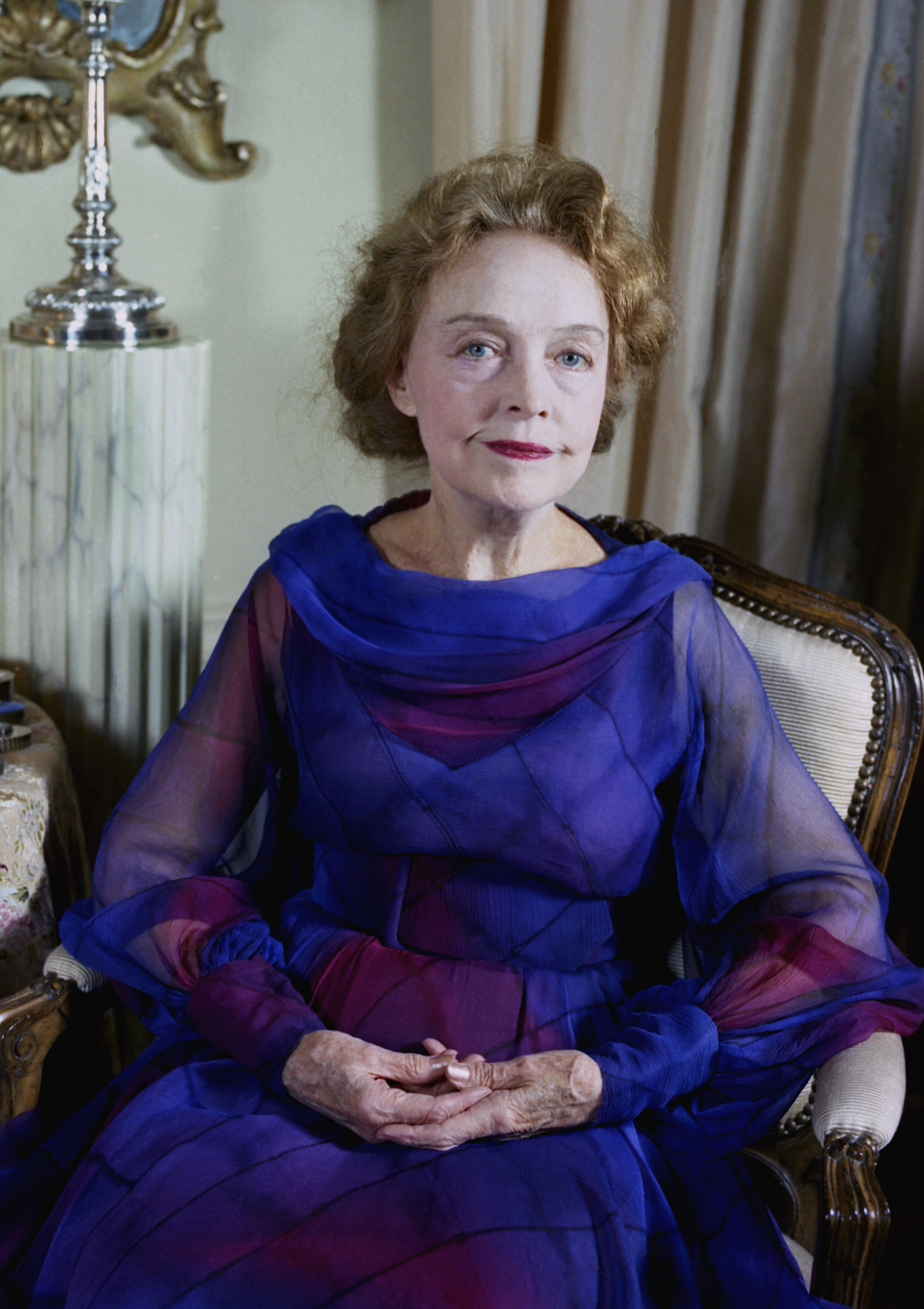
Ліліан Гіш, 1973 рік

Народилася 14 жовтня 1893 року в Огайо. Її молодша сестра Дороті Гіш теж була відомою акторкою.
1912 року Ліліан познайомилася з Мері Пікфорд, яка порекомендувала сестер Девіду В. Ґріффіту. Першим її фільмом став «Невидимий ворог». На початку 1920-х вона підписала контракт із кіностудією MGM, зіграла роль у стрічці «Богема». У 1928 році вона відмовилася надалі співпрацювати з кіностудією й повернулася до театру. 1933 року після фільму «Його подвійне життя» зникає з екранів на десятиліття. У 1943–1945 рр. вона вирушила в турне з театральною трупою, граючи в спектаклях «Пісня лютні», «Злочин і кара».
Повернулася в кіно 1946 року. За фільм «Дуель під сонцем», що вийшов тоді на екрани, вона була номінована на премію «Оскар». Із 1950-х по 1980-ті активно з'являється на телебаченні. Найвідомішою роботою того періоду стала стрічка «Поїздка в Баунтіфул» 1953 року. Востаннє вона з'явилася у фільмі «Серпневі кити» у віці 93 років.
У 1970 році Ліліан Гіш отримала спеціальний приз Американської кіноакадемії за внесок у розвиток кінематографа та акторську майстерність, у 1984 році — премію Американського кіноінституту за загальний творчий внесок.
1973 року Франсуа Трюффо присвятив сестрам Гіш фільм «Американська ніч».
Померла у віці 99 років 27 лютого 1993 року. Похована разом із сестрою Дороті Гіш.

## Фільмографія
- Невидимий ворог / An Unseen Enemy (1912)
- Мушкетери алеї Піг / Musketeers of Pig alley (1912)
- Панночка та мишка / The Lady and the Mouse (1913)
- Юдіф із Бетулії / Judith of Bethulia (1913)
- Битва статей / The Battle of the Sexes (1914)
- Народження нації / The Birth of a Nation (1915)
- Нетерпимість / Intolerance: Love's Struggle Throughout the Ages (1916)
- Зламані пагони / Broken Blossoms (1919)
- Вірне серце Сьюзі / True Heart Susie (1919)
- Шлях на Схід / Way Down East (1920)
- Сирітки бурі / Orphans of the Storm (1921)
- Богема / La Boheme (1926)
- Вітер / The Wind (1928)
- Одна романтична ніч / One Romantic Night (1930)
- Дуель під сонцем / Duel in the Sun (1946)
- Ніч мисливця / The Night of the Hunter (1955)
- Непрощена / The Unforgiven (1960)
- Комедіанти / The Comedians (1967)
- Весілля / A Wedding (1978)
- Серпневі кити / The Whales Of August (1987)
- Солодка свобода / Sweet Liberty (1987)

## Нагороди
- 1946 — «Оскар» за найкращу роль другого плану в фільмі «Дуель під сонцем».
- 1970 — «Оскар» за вклад в кіномистецтво.